# Gozewinus Acker Stratingh

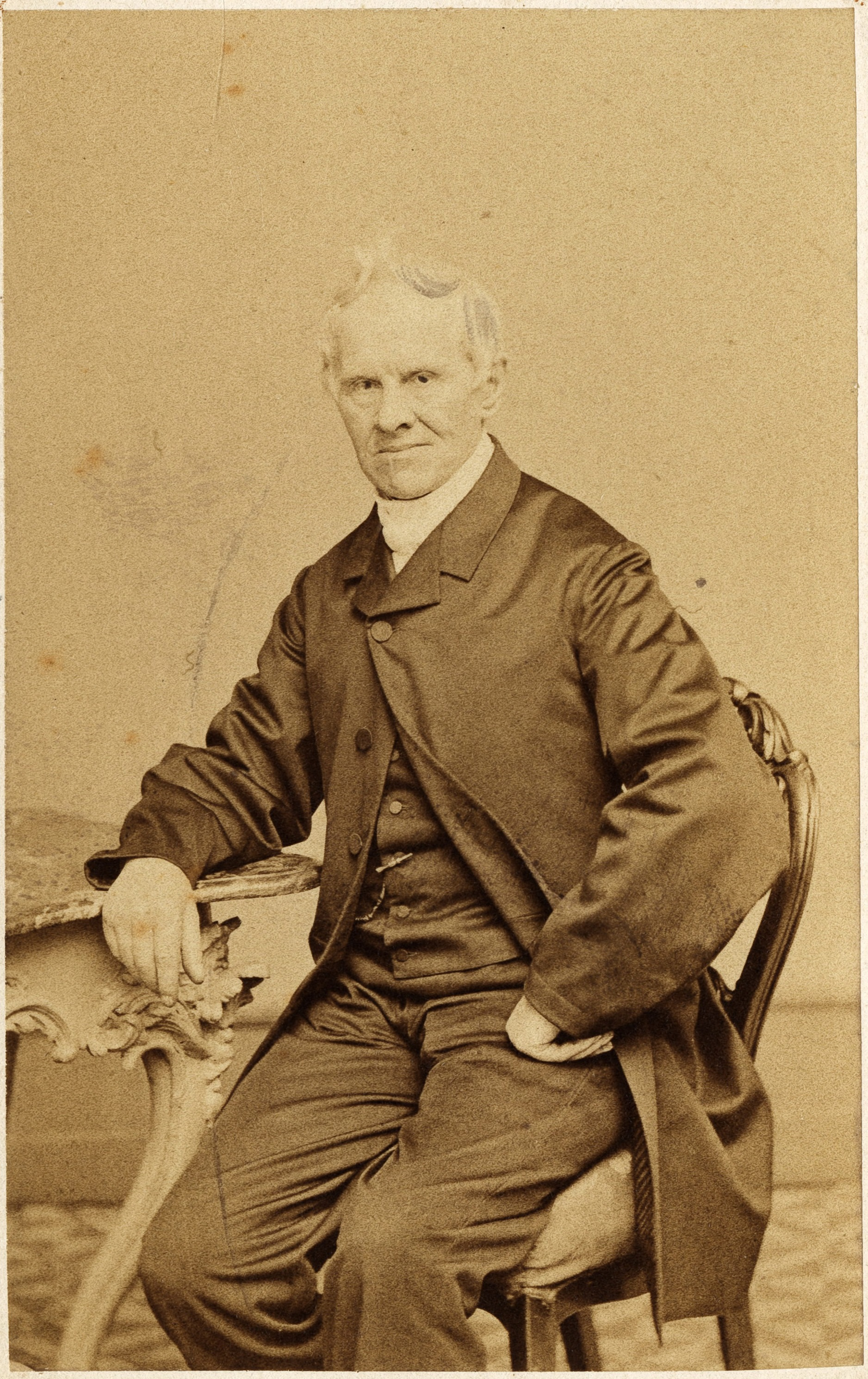
Portret door Von Kolkow (ca. 1867)

Dr. Gozewinus Acker Stratingh (Adorp, 25 maart 1804 – aldaar, 22 oktober 1876) was een Groningse medicus en historicus, en lid van de Koninklijke Nederlandse Akademie van Wetenschappen

## Biografie
Hij was de zoon van ds. Everardus Stratingh en Margien Cleveringa. Zijn broer was prof. dr. Sibrandus Stratingh (1785-1841), hoogleraar scheikunde in Groningen.
In 1820 begon Stratingh met zijn studie geneeskunde aan de Hogeschool te Groningen, waarin hij in 1828 promoveerde tot doctor. Hij was daarna werkzaam in zijn praktijk. In 1829 trouwde hij met Katharina Johanna Pelinck, dochter van de Scheemder predikant ds. J. Pelinck.
In zijn vrije tijd bestudeerde Stratingh de geologie, geografie en taal- en oudheidkunde van de provincie Groningen; hij publiceerde daarover en bewerkte onder meer de geschiedkundige, aardrijkskundige en natuurkundige beschrijving van de Dollard en gaf deze in 1855 uit. Dit boek geldt nog steeds als het grote standaardwerk over de geschiedenis van de Dollard en werd in 1979 nogmaals herdrukt. Naast diverse historische en natuurhistorische werken heeft Stratingh verscheidene historische kaarten gemaakt.
In 1850 werd Acker Stratingh tot Matheseos Magister et Philosophiae Naturalis aan de Groningse Hogeschool benoemd en tot lid van de Koninklijke Nederlandse Akademie van Wetenschappen gekozen. Hij publiceerde hierna nog in de Bijdragen tot de Geschiedenis van de Provincie Groningen (1864-1875, meer dan 50 bijdragen).

De geologische kaart van Groningen uit 1837 is de belangrijkste kaart van de hand van Acker Stratingh

## Werken
- G.A. Stratingh, Commentatio, an experimenta Daltoni, quae ad aquae evaporationem spectant, nullam admittere possint combinationem chemicam aquam inter et aërem, si illa combinatio locum non habeat, quae ratione atmospherae siccitas et humiditas et universum meteora aquosa ex Daltoni theoria possint explicari (Groningen 1824).
- G.A. Stratingh, R. Westerhoff en J. Bosman Tresling, Initia florae Groninganae, of Proeve van eene naamlijst der planten, welke in de provincie Groningen gevonden worden (Groningen 1825).
- G.A. Stratingh, Diss. de chinchonino, chinino eorumque salibus, imprimis sulphate chinini, Pharmaceutica ac Therapeutica ratione consideratis (proefschrift; Groningen 1828).
- Franz Julius Ferdinand Meyen, Reise um die Erde ausgeführt auf dem Königlich preussischen Seehandlungs-Schiffe Prinzess Louise (vert.: G.A. Stratingh, Reize om de aarde, gedaan op het Koninklijk Pruisische koopvaardij-schip Prinses Louize, onder de bevelen van kapitein W. Wendt, in de jaren 1803, 1831 en 1832 (2 dln.; Groningen 1838-1840)).
- G.A. Stratingh en R. Westerhoff, Natuurlijke historie der provincie Groningen dl. 1 (Groningen 1839).
- G.A. Stratingh en J.A. Smit van der Vegt, Beschrijving van de kaart van de provincie Groningen (Groningen 1839).
- G.A. Stratingh, Aloude staat en geschiedenis des vaderlands (2 dln.; Groningen 1847).
- G.A. Stratingh, 'Over den oorsprong van de munt en het wapen der stad Groningen’, in: Gruno 5,6 (1849) 85 e.v.
- G.A. Stratingh en G.A. Venema, De Dollard. Geschied-, aardrijks- en natturkundige beschrijving van dezen boezem der Eems (Groningen 1855, herdruk 1979).
- H.O. Feith en G.A. Stratingh, Aardrijks- en geschiedkundige schets van den toestand der provincie Groningen (Groningen 1865).
- G.A. Stratingh, Twee hoofdstukken uit de geschiedenis van ons dijkwezen herzien (Groningen 1866).
- H.O. Feith en G.A. Stratingh, Kronijken van Emo en Menko, abten van het klooster te Wittewierum: met het vervolg van een ongenoemde (Groningen 1866).

- G.A. Stratingh, Naamlijst van werken over de veenen en het veen of de turf, met een verslag van een paar van de nieuwste en belangrijkste dier werken (z.p., z.j.).

### Biografieën
- ‘Gozewinus Acker Stratingh’, in: F. Jos van den Branden en J.G. Frederiks, Biographisch woordenboek der Noord- en Zuidnederlandsche letterkunde (1888-1891).
- E. Zuidema, 'Stratingh (Gozewinus Acker)', in: Nieuw Nederlandsch Biografisch Woordenboek (1914) 2, 1206-1208,
- H.O. Feith, 'Levensschets van Dr. Gozewinus Acker Stratingh', in: Jaarboek van de Maatschappij der Nederlandse Letterkunde (Leiden 1877) 27-41.

### Secundaire literatuur
- H.R. Reinders, 'Acker Stratingh en Westerhoff. Pioniers van het wierdenonderzoek in Groningen', in: Paleo-Aktueel 12 (2000).